# 西埃拉斯普林斯 (加利福尼亞州)
西埃拉斯普林斯（英語：Sierra Springs）是位於美國加利福尼亞州埃爾多拉多縣的一個非建制地區。該地的面積和人口皆未知。

## 地理
西埃拉斯普林斯的座標為38°42′25″N 120°36′42″W / 38.70694°N 120.61167°W，而該地的平均海拔高度為1013米（即3323英尺）。